# Laperousea blattifera
Laperousea blattifera là một loài nhện trong họ Linyphiidae.
Loài này thuộc chi Laperousea. Laperousea blattifera được Arthur T. Urquhart. miêu tả năm 1887.